# تريشا زورن
تريشا زورن (مواليد 1 حزيران (يونيو)، 1964 في أورانج (كاليفورنيا)) لاعبة سباحة من الولايات المتحدة، عمياء منذ الولادة، تنافس في مسابقات السباحة البارالمبية في الفئات S12، SB12، SM12. تعتبر تريشا أنجح رياضية من الرياضيين الحاصلين على ميداليات ذهبية في البارالمبيك في تاريخ الألعاب البارالمبية، حيث حصلت على 55 ميدالية (41 ذهبية، 9 فضية، 5 برونزية)، وأدخلت في قاعة الرياضيين البارالمبيين المشاهير عام 2012.  كما أدّت القسم البارالمبي عن الرياضيين في الألعاب البارالمبية الصيفية 1996 في أتلانتا.

## سيرتها الذاتية
درست تريشا في جامعة نبراسكا، وبدأت بتعليم طلاب الصفوف الثالث والرابع من ذوي الاحتياجات الخاصة في إنديانابوليس (إنديانا)".
نافست تريشا في عدة دورات ألعاب بارالمبية شملت 1980، 1984، 1988، 1992، 1996، 2000، 2004. في الألعاب البارالمبية الصيفية 1996 أتلانتا (جورجيا)، فازت  بعددٍ من الميداليات أكثرمن أي لاعب آخر، إذ كانت حصيلتها: ذهبيتان، وثلاث فضيات، وثلاث برونزيات. كما تصدّرت جدول الميداليات الفردية في الألعاب الأولمبية الصيفية 1992 في برشلونة. بعشر ميداليات ذهبية وفضيتين. وكانت قد فازت بسبع ميداليات ذهبية خلال أول دورة ألعاب لها في الألعاب البارالمبية الصيفية 1980.
بعد الألعاب البارالمبية الصيفية 2004، كانت حصيلة ما فازت به من ميداليات في دورات الألعاب البارالمبية 52 ميدالية، أكثر من أي رياضي آخر من أي دولة؛ منها 37 ميدالية ذهبية، 10 ميداليات فضية، 5 ميداليات برونزية بعد الألعاب البارالمبية عام 2000، كان قد سجّلت ثمانية أرقام قياسية عالمية في فئة الإعاقة التي تتبعها (50 متر ظهر، 100 متر ظهر، 200 متر ظهر، 200 متر فردي منوع، 400 متر فردي منوع، 300 متر ظهر، 4×50 متر تتابع منوع، 4×50 متر حرة تتابع).
في الأول من كانون الثاني (يناير) 2005، كانت تريشا واحدة من 8 رياضيين تم تكريمهم في احتفالات رأس السنة في ميدان التايمز في نيويورك. وكان المكرمون الآخرون هم إيان ثورب من أستراليا، ناديا كومانتشي من رومانيا، جورج ويا من ليبيريا وفرانسوا مبانغو إيتون من الكاميرون وغاو مين من الصين وفليكس سانشيز من جمهورية الدومينيكان وبارت كونير من الولايات المتحدة. عام 2012، أدخلت إلى قاعة اللاعبين البارالمبيين الدوليين المشاهير.

## الميداليات البارالمبية
الميداليات التي حصلت عليها (باستثناء سباقات التتابع) منذ الألعاب البارالمبية الصيفية 1980 وحتى الألعاب البارالمبية الصيفية 1988 هي 46 (32، 9، 5). فاز فريق التتابع من الولايات المتحدة في الفئة التي تسبح تريشا ضمنها بخمس ميداليات ذهبيات وفضية في هذه الدورات البارالمبية الثلاث. علامات الاستفهام في جدول الميداليات في صندوق المعلومات أعلاه تشير إلى 9 ميداليات ذهبية (وليس 5 ذهبيات وفضية)، وهذا للتأكيد على أن الإجمالي هو 55 (منها 41 ذهبية).
| الدورة البارالمبية               | فردي                             | فردي | فردي | الفريق | الفريق | الفريق | المجموع | المجموع | المجموع |   |
| -------------------------------- | -------------------------------- | ---- | ---- | ------ | ------ | ------ | ------- | ------- | ------- | - |
| الدورة البارالمبية               | الألعاب البارالمبية الصيفية 1980 | 5    | 0    | 0      | 2      | 0      | 0       | 7       | 0       | 0 |
| الألعاب البارالمبية الصيفية 1984 | 5                                | 0    | 0    | 1      | 1      | 0      | 6       | 1       | 0       |   |
| الألعاب البارالمبية الصيفية 1988 | 10                               | 0    | 0    | 2      | 0      | 0      | 12      | 0       | 0       |   |
| الألعاب البارالمبية الصيفية 1992 | 8                                | 2    | 0    | 2      | 0      | 0      | 10      | 2       | 0       |   |
| الألعاب البارالمبية الصيفية 1996 | 2                                | 2    | 2    | 0      | 1      | 1      | 2       | 3       | 3       |   |
| الألعاب البارالمبية الصيفية 2000 | 0                                | 4    | 1    | 0      | 0      | 0      | 0       | 4       | 1       |   |
| الألعاب البارالمبية الصيفية 2004 | 0                                | 0    | 1    | 0      | 0      | 0      | 0       | 0       | 1       |   |
| المجموع                          | 30                               | 8    | 4    | 7      | 2      | 1      | 37      | 10      | 5       |   |

## وصلات خارجية
- تريشا زورن على موقع Paralympic.org (الإنجليزية)
- تريشا زورن على موقع IPC.InfostradaSports.com (مؤرشف) (الإنجليزية)

- Trischa Zorn's profile on paralympic.org
- سجل الميداليات (حتى البارالمبياد 2000 وتشمله)، الاتحاد الدولي لرياضة المكفوفين